# Люба Огнєнова
Люба Левова Огнєнова-Маринова — болгарська вчена-археолог із Македонії.

## Життєпис
Народилася 17 червня 1922 року в Охриді в родині громадського діяча і революціонера Лева Огнєнова. У 1932 році вона закінчив французьку початкову школу в Бітолі. Пізніше навчалася в класичній середній школі в Тирані. У 1946 році закінчила історію та класичну філологію в Софійському університеті «Св. Климент Охридський» з археологічним профілем.
У 1948 році почала працювати у Шуменському музеї. Під час розкопок співпрацювала з Вірою Мавродіновою та Іванкою Жандовою, зокрема інвентаризував знахідки з Мадари та Преслава. Наприкінці того ж року почала працювати в античному відділі Археологічного музею в Софії. У 1950 році Огнєнова опублікувала свою першу публікацію на регіональну тематику «Малюнки вершників на внутрішній фортеці Преслава».
З 1948 по 1957 рік вона була частиною колективу проф. Дімітара П. Димитров апри дослідженні фракійського міста Севтополіс. У той час Огнєнова формується як спеціалістка із фракійської та класичної археології. проф. Крастю Міятєв скерував Огнєнову на роботу з античною бронзовою скульптурою, в результаті чого Люба Огнєнова опублікувала монографію французькою мовою, яка стала провідним дослідженням у цій галузі.
У 1957 році Огнєнова відвідала Баб'яшку Чуку і визначила це місце як святилище Зевса і Гери.
Сенсаційне прочитання т. зв «Іллірійський напис» на персні з Комана, Північна Албанія, який вона представила на міжнародному форумі в Чехословаччині, став причиною запрошення Огнєнової на спеціалізацію в 1959—1960 роках у Французьку школу в Афінах.
Основною темою наукових інтересів Огненової є фракійська культура в І тис. до н. е. а точніше традиції у фракійському образотворчому мистецтві. Її дослідження оборонної зброї, знайденої у Фракії, були піонерськими для археології. Багато її робіт присвячені грецьким колоніям уздовж болгарського узбережжя Чорного моря. З 1957 по 1983 рік вона була заступницею керівника археологічних розкопок у Несебрі і внесла великий внесок у вивчення старого міста та його пам'яток. У 1961 році вона стала першою жінкою дайвером-археологом і під час розкопок у Несебрі працювала разом з проф. Велізаром Велковим. Огнєнова організувала та провела низку підводних археологічних досліджень, поклавши початок підводному дослідженню міста. За свою загальну роботу в Несебрі вона була оголошена почесною громадянинкою міста.
До 1987 року Огнєнова працювала старшою науковою співробітницею Археологічного музею в Софії, а в 1978—1985 роках викладала фракійську археологію в Софійському університеті. У 1984 році Огнєнова була серед ініціаторів та організаторів конгресу з античної бронзи, що відбувся в Болгарії. Вона зарекомендувала себе як одна із найкращих болгарських спеціалістое із фракійської та античної археології, авторка понад 100 наукових публікацій.